# Edward Thomas Hall
Edward Thomas Hall (10 de mayo de 1924 - 11 de agosto de 2001), también conocido como Teddy Hall, fue un científico y aeronauta británico, recordado por su intervención en el reconocimiento público del hombre de Piltdown (la falsificación de un homínido presuntamente descubierto en el Reino Unido) como un fraude. Fundador del Laboratorio de Investigación en Arqueología e Historia del Arte de la Universidad de Oxford, intervino en la datación del Sudario de Turín, y en los años 1990 diseñó el reloj de péndulo más exacto hasta entonces, el Littlemore Clock. 

## Primeros años
Hall nació en 1924 en Londres, Inglaterra, hijo de Walter D'Arcy Hall y de Anne Madeleine Hall. Se crio en Shipton Court, una mansión de estilo jacobino situada en Shipton-under-Wychwood, Oxfordshire. Se educó en el Eton College, una public school solo para varones de Berkshire. En 1943 se unió a la Reserva de voluntarios de la Marina Real (RNVR) como marinero ordinario, sirviendo en lanchas de desembarco que transportaban comandos a Francia.
Después de terminar la Segunda Guerra Mundial, ingresó en el New College para estudiar química y se graduó con un título de bachiller universitario (BA) en 1948. Su doctorado lo realizó en el Laboratorio Clarendon (del Departamento de Física de la Universidad de Oxford) bajo la supervisión de Lord Cherwell, y completó su títulación en 1953. Su tesis fue sobre el "desarrollo de un espectrómetro de fluorescencia de rayos X para el análisis no destructivo de material arqueológico".

## Carrera
En 1954, Hall se convirtió en director del recién fundado Laboratorio de Investigación en Arqueología e Historia del Arte (RLAHA) de la Universidad de Oxford. En 1969, fue elegido miembro del Worcester College, siendo nombrado profesor de Ciencias Arqueológicas en 1975. Al jubilarse de la RLAHA en 1989, fue nombrado profesor emérito.
Fue miembro del consejo del Instituto Internacional para la Conservación desde 1971, ostentando su presidencia de 1989 a 1992. También fue fideicomisario del Museo Británico (1973-1995), de la National Gallery (1977-1984) y del Museo de Ciencias de Londres (1984-1992), así como Primer Guardián de la Venerable Compañía de Orfebres.

## Otras actividades
Entusiasta del vuelo en globo aerostático, era propietario del Cameron O-84 Flaming Pearl G-AYAJ (1970-1990), y fue miembro del Air Squadron.
En 1962, Hall desarrolló con su amigo Robin Cavendish una silla de ruedas con un respirador incorporado, lo que le permitió a Cavendish, quien quedó paralizado del cuello hacia abajo por una poliomielitis y necesitaba emplear un respirador artificial, salir del confinamiento de su cama. Esta silla se convirtió en el modelo para futuros dispositivos de su tipo, y Cavendish finalmente utilizaría un total de 10 sillas diferentes. Esta parte de la vida de Hall se muestra en la película de 2017 Breathe.

## Logros destacables
- Influyó notablemente en la exposición del fraude del hombre de Piltdown, lo que lo llevó a fundar el Laboratorio de Investigación en Arqueología e Historia del Arte de la Universidad de Oxford.[6]
- Fundó la Littlemore Scientific Engineering Company (ELSEC).
- Colaboró en la datación por carbono 14 del Sudario de Turín, estimando su origen en el período 1260-1390.[7]
- Construyó el Reloj Littlemore en la década de 1990, que es el reloj de péndulo más preciso jamás construido.[8]

## Vida personal
Se casó con la modelo sudafricana Jennifer De La Harpe y tuvo dos hijos, Bill y Martin.

## Reconocimientos
- Orden del Imperio Británico.
- Miembro de la Academia Británica
- Miembro de la Sociedad de Anticuarios de Londres
- En 1951 resultó elegido Miembro de la Sociedad Física de Londres (FPhysS), sociedad científica dedicada al estudio de las ciencias físicas.[1] En 1984, fue elegido Miembro de la Academia Británica (Hon FBA), la academia nacional del Reino Unido para las humanidades y las ciencias sociales.[9]

## Obituarios
- Wright, Pearce (20 de agosto de 2001). "Profesor ET 'Teddy' Hall: el científico que expuso el fraude del Hombre de Piltdown y fechó el Sudario de Turín como una falsificación medieval". The Guardian.
- "Profesor E T 'Teddy' Hall". The Daily Telegraph. 17 de agosto de 2001.
- Saxon, Wolfgang (21 de agosto de 2001). "E. T. Hall, 77, el arqueólogo que desacreditó al Hombre de Piltdown". The New York Times.

- Datos: Q519581